# Каутер, Михель
Михель Каутер (нем. Michael Kauter; род. 18 февраля 1979) — швейцарский фехтовальщик-шпажист, призёр чемпионатов Европы. Сын олимпийского призёра Кристиана Каутера, брат Фабиана Каутера.

## Биография
Родился в 1979 году в Берне. В 2008 году стал бронзовым призёром чемпионата Европы, а на Олимпийских играх в Пекине занял 11-е место в личном зачёте. В 2009 году стал серебряным призёром чемпионата Европы.